# تادائو اونیشی
تادائو اونیشی (به انگلیسی: Tadao Onishi) بازیکن فوتبال اهل ژاپن و عضو تیم ملی فوتبال ژاپن است که در تاریخ ۱۰ اکتبر ۱۹۶۹ میلادی اولین بازی ملی‌اش را انجام داد. او در ۱ بازی ملی حضور داشت و آخرین بازی ملی خود را در تاریخ ۱۰ اکتبر ۱۹۶۹ میلادی انجام داد. تادائو اونیشی در بازی‌های ملی‌اش
گلی به ثمر نرساند.